# 通川郡 (西魏)
通川郡，中国南北朝时设置的郡。
西魏置，治所在今陕西省铜川市耀州区，属宜州。辖今陕西省铜川市耀州区一带。隋朝开皇初年废。